# Захаров Віталій Федорович
Віталій Федорович Захаров (29 січня 1923, Омелянівка — 15 жовтня 2007) — український радянський партійний і державний діяч, генерал-лейтенант міліції.

## Біографія
Народився 29 січня 1923 року в селі Омелянівці (тепер Нижньогірського району Автономної Республіки Крим).
З червня 1941 по грудень 1947 року і впродовж 1951–1953 років служив у Радянської Армії. Учасник німецько-радянської війни.
У 1947–1952 роках працював у партійних і радянських органах. У 1943 році закінчив Військово-авіаційну школу пілотів, в 1959 році — Вищу партійну школу МВС СРСР.
З 1962 року — на службі в органах внутрішніх справ. З 1965 року — начальник УВС Кримського облвиконкому. З 1972 року — начальник УВС Київського міськвиконкому. У 1973 році призначений на посаду заступника міністра внутрішніх справ УРСР — начальника УВС Київського міськвиконкому. Впродовж 1980–1983 років — начальник Київської вищої школи МВС УРСР. У вересні 1983 року звільнений у відставку за віком.

Могила Віталія Захарова

Помер 15 жовтня 2007 року. Похований в Києві на Байковому кладовищі (ділянка № 33).

## Наукова діяльність
Кандидат юридичних наук, професор кафедри адміністративної діяльності Національної академії внутрішніх справ України.
Опублікував 62 наукові праці, 5 монографій і навчальних посібників з питань охорони громадського порядку, оперативно-розшукової діяльності та боротьби із злочинністю.

## Нагороди
Нагороджений двома орденами Трудового Червоного Прапора, орденом Жовтневої Революції, медаллю «Захисник Вітчизни», Почесною грамотою Президії Верховної Ради УРСР, відзнакою МВС України «Хрест Слави» і 26 іншими нагородами, зокрема Монголії, Північної Кореї, Польщі та Болгарії.